# Region bałtycki

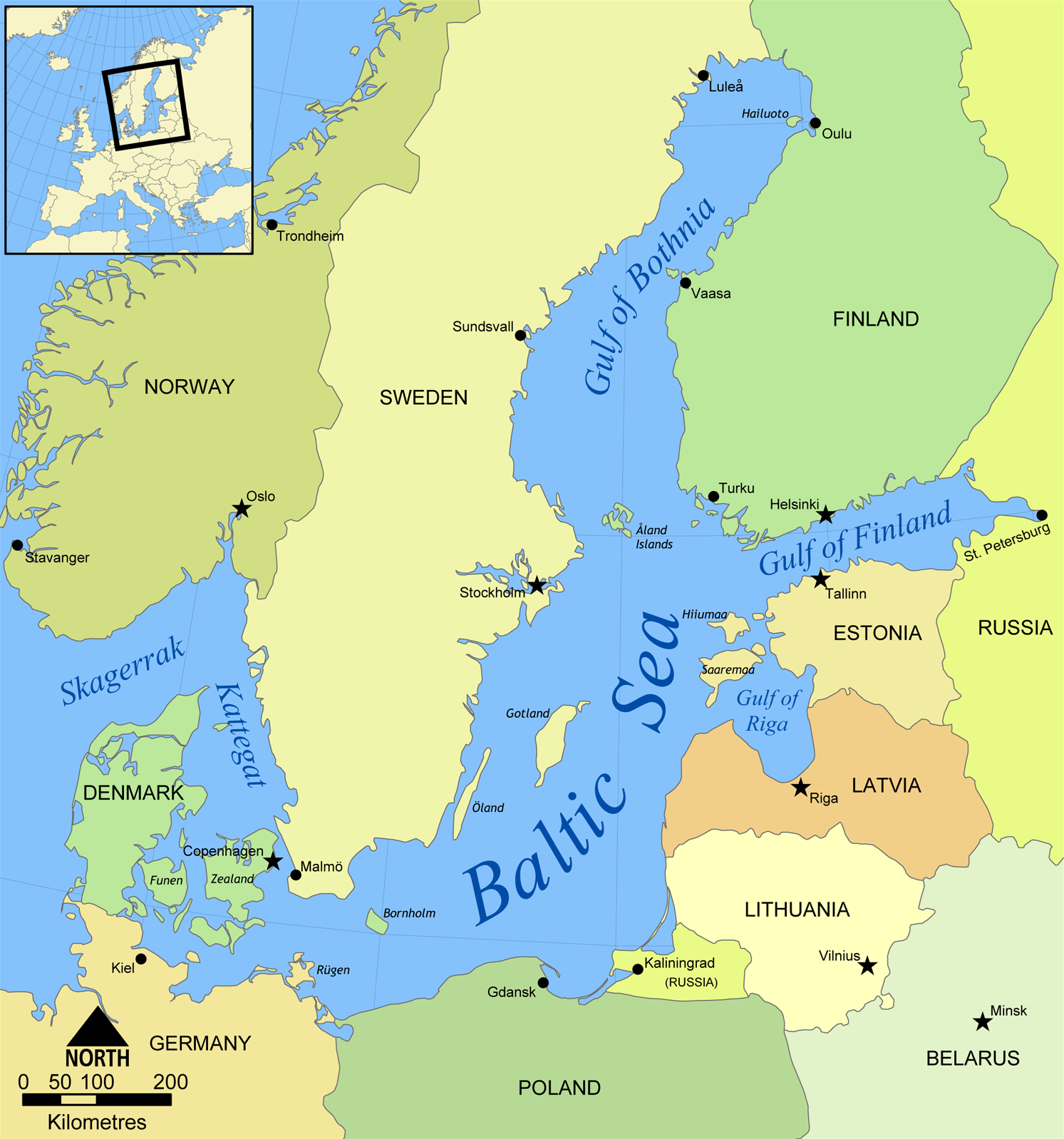
Region bałtycki

Region bałtycki (strefa bałtycka, kraje nadbałtyckie) – potoczna nazwa regionu w Europie, obejmującego obszar Morza Bałtyckiego i państw nad nim położonych: Polski, Litwy, Łotwy, Estonii, części Rosji, Finlandii, Szwecji, Danii i części Niemiec.
Już od wczesnego średniowiecza był to obszar intensywnych kontaktów politycznych, gospodarczych i kulturalnych. Był to obszar zarówno rozwoju wymiany handlowej (wikingowie, hanza), jak i rywalizacji gospodarczej i politycznej.
Natomiast struktura etniczna tego obszaru ukształtowała się około V–VI wieku w okresie wielkiej wędrówki ludów na kontynencie europejskim. Przybyły tu i osiedliły się plemiona: germańskie – na zachodzie i północy, ugrofińskie – na wschodzie, bałtyckie – na południowym wschodzie, a słowiańskie – na południu. Około X wieku nastąpił rozwój pierwszych organizmów państwowych (Dania, Szwecja, Norwegia, Polska), jednocześnie postępowała chrystianizacja plemion nadbałtyckich.
Od XII w. obserwować można ekspansję polityczną i terytorialną państw tego regionu, następowała rywalizacja o wpływy nad Bałtykiem, która doprowadziła do wielu wojen (zobacz: wojna trzydziestoletnia, potop szwedzki, wojny północne, rozbiory Polski itd.). W XIII w. pojawiły się tu zakony rycerskie: krzyżacki i kawalerów mieczowych, które przez kilka wieków odgrywały znaczącą rolę. Koniec wieku XIV to okres konsolidacji politycznej państw: 1385 zawiązała się polsko-litewska unia krewska, a w 1397 – unia kalmarska. W XV w. na scenę polityczną regionu wkroczyła Rosja (Wielkie Księstwo Moskiewskie), która w XVIII i XIX w. stanowiła już siłę dominującą w południowej części regionu. Znaczącą pozycję osiągnęły również Prusy, które doprowadziły do zjednoczenia Niemiec w 1871 roku.
W roku 1918 wiele państw regionu (Finlandia, Estonia, Łotwa, Litwa i Polska) odrodziło się lub wybiło na niepodległość, wyzwalając się spod władzy sąsiadów. Region ten ucierpiał poważnie w czasie II wojny światowej, ale dopiero podział Europy na dwa wrogie obozy w latach 1945–1989 doprowadził do osłabienia więzi gospodarczych regionu. Powstały wtedy dwie grupy państw odwróconych od siebie: Rada Nordycka oraz blok państw socjalistycznych. Ich kontakty ograniczyły się jedynie do kwestii ekologicznych. Dopiero lata 90. XX w. (rozpad ZSRR, zjednoczenie Niemiec, procesy demokratyzacji w Europie Wschodniej) pozwoliły na ożywienie kontaktów dyplomatycznych i, choć w mniejszym stopniu, stosunków gospodarczych.